# Het altaar op Asconel
Het altaar op Asconel (Engelse titel: The Altar on Asconel) is een sciencefictionroman uit 1965 van de Britse schrijver John Brunner.

## Verhaal
Er bestond ooit eens een interstellair keizerrijk dat heerste over honderden bewoonde planeten. Het rijk had een vloot van sterrenkruisers met hoogstaande technologie. Zoals vele keizerrijken in de geschiedenis van de mens, kwam ook dit keizerrijk ten val. De kolonies van het rijk werden aan hun lot overgelaten en belandden in een eeuw van duisternis, onwetendheid en bijgeloof. Het enige restant van het rijk waren de keizerlijke sterrenschepen die zelfreparerend waren en eenvoudig te bedienen door ieder die ze wilde besturen.